# Inoki Genome Federation
Inoki Genome Federation (IGF) là một chương trình đấu vật và võ thuật tổng hợp chuyên nghiệp Nhật Bản, được Antonio Inoki sáng lập lên vào năm 2007. 